# Comportement humain
Le comportement humain est la capacité potentielle et exprimée (mentalement, physiquement et socialement) d'individus ou de groupes humains à répondre à des stimuli internes et externes tout au long de leur vie,,. Alors que les traits spécifiques de la personnalité, du tempérament et de la génétique peuvent rester stables, d'autres comportements changent à mesure que l'on passe entre les étapes de la vie, c'est-à-dire de la naissance à l'enfance, l'adolescence, à l'âge adulte et, par exemple, à la parentalité et à la retraite.
Le comportement est également conduit, en partie, par des pensées et des sentiments, qui donnent un aperçu de la psyché, révélant des choses telles que les attitudes et les valeurs. Le comportement humain est façonné par des traits psychologiques, car les types de personnalité varient d'une personne à l'autre, produisant des actions et des comportements différents. Les personnes extraverties, par exemple, sont plus susceptibles que les personnes introverties de participer à des activités sociales comme des fêtes.
Le comportement des humains (tout comme d'autres organismes) se situe sur un spectre, dans lequel certains comportements sont communs tandis que d'autres sont inhabituels, et certains sont acceptables tandis que d'autres dépassent les limites acceptables. L'acceptabilité du comportement dépend de la culture,  des normes sociales et est régulée par divers moyens de contrôle social, en partie en raison de la nature intrinsèquement conformiste de la société humaine en général. Ainsi, les normes sociales conditionnent également le comportement, par lequel les humains sont poussés à suivre certaines règles et à afficher certains comportements jugés acceptables ou inacceptables selon la société, l'époque ou la culture donnée.
Le comportement humain est étudié par la psychologie, la sociologie, l'économie, l'anthropologie et l'ethnographie, les sciences sociales en général. En sociologie, le comportement peut désigner de manière générale toutes les actions humaines, y compris celles qui n'ont aucun sens - actions qui ne s'adressent à personne. Le comportement dans ce sens général ne doit pas être confondu avec le  comportement social. Le comportement social, un sous-ensemble du comportement humain qui rend compte des actions dirigées contre les autres, est concerné par l'influence considérable de l'interaction sociale et de la culture, ainsi que de l'éthique, de l'environnement social, de l'autorité, de la persuasion et de la coercition.

## Facteurs

### Génétique
Bien avant que Charles Darwin ne publie Sur l'origine des espèces en 1858, les éleveurs d'animaux savaient que les modèles de comportement sont en quelque sorte influencés par l'héritage des parents. Des études portant sur des jumeaux identiques par rapport à des êtres humains moins apparentés et sur des enfants élevés dans des foyers adoptifs ont aidé les scientifiques à comprendre l'influence de la génétique sur le comportement humain. L'étude de la génétique comportementale humaine se développe toujours régulièrement avec de nouvelles méthodes telles que les études d'association à l'échelle du génome.
La psychologie évolutionniste étudie le comportement comme le produit de la sélection naturelle, par laquelle le comportement humain et la psychologie sont façonnés par notre passé évolutif. Selon ce champ, les humains tentent d'augmenter leur statut social autant que possible, ce qui augmente leurs chances de succès reproductif. Ils peuvent le faire en se battant, en accumulant des richesses ou en aidant les autres à résoudre leurs problèmes.

### Normes sociales
Les normes sociales, les règles souvent tacites d'un groupe, façonnent non seulement nos comportements mais aussi nos attitudes. Le comportement d'un individu varie en fonction du ou des groupes dont il fait partie, une caractéristique de la société qui permet à ses normes d'avoir un impact important sur la société. Sans normes sociales, la société humaine ne fonctionnerait pas comme elle le fait actuellement. Les humains devraient être plus abstraits dans leur comportement, car il n'y aurait pas de mode de vie standardisé « normal » prétesté, et les individus devraient faire beaucoup plus de choix pour eux-mêmes. L'institutionnalisation des normes est, cependant, inhérente à la société humaine, peut-être en conséquence directe du désir d'être accepté par les autres, ce qui conduit les humains à manipuler leur propre comportement pour « s'intégrer» aux autres. Selon leur nature et leur point de vue, les normes peuvent avoir un impact sur différentes sections de la société à la fois positivement (par exemple, assister à des anniversaires, s'habiller chaud en hiver) et négativement (par exemple, le racisme, la consommation de drogues).

### Créativité
La créativité est un trait humain fondamental. On peut le voir dans l'adaptation par les tribus d'objets naturels pour fabriquer des outils, et dans les activités humaines uniques de l'art et de la musique. Cette impulsion créative explique le changement constant de la mode, de la technologie et de la nourriture dans la société moderne. Les gens détiennent un instinct créatif, comme l'art et la littérature, qu’ils utilisent à bon escient personnel, pour se distinguer au sein de leur groupe social, mais pas seulement : à travers leur talent créatif, ils s’enrichissent et enrichissent leur prochain de leur capacité créatrice ou imaginative. Ils utilisent également leur créativité pour gagner de l'argent et persuader les autres de la valeur de leurs idées.

### Religion et spiritualité
Un autre aspect important du comportement humain est la religion et la spiritualité. Selon un rapport du Pew Research Center, 54% des adultes dans le monde déclarent que la religion est très importante dans leur vie. La religion joue un rôle important dans la vie de nombreuses personnes à travers le monde et affecte leur comportement envers les autres. Par exemple, l'un des cinq piliers de l'islam est la zakât. C'est la pratique selon laquelle les musulmans qui en ont les moyens sont tenus de donner 2,5% de leur richesse à ceux qui en ont besoin. De nombreux religieux assistent régulièrement à des services avec d'autres membres de leur religion. Ils peuvent participer à des rituels religieux et à des festivals comme Diwali et Pâques.

### Attitude
Une attitude est une expression de faveur ou de défavorisation envers une personne, un lieu, une chose ou un événement. Cela change entre chaque individu, car chacun a des attitudes différentes envers des choses différentes. Un facteur principal qui détermine l'attitude est les goûts et les aversions: plus on aime quelque chose ou quelqu'un, plus on est prêt à s'ouvrir et à accepter ce qu'il a à offrir ; on n'aime pas quelque chose, ils sont plus susceptibles de se mettre sur la défensive et de s'arrêter.
Un exemple de la façon dont une attitude affecte son comportement humain pourrait être aussi simple que d'emmener un enfant au parc ou chez le médecin. Les enfants savent qu'ils s'amusent au parc, alors leur attitude devient volontaire et positive, mais lorsqu'un médecin est mentionné, ils se ferment et deviennent bouleversés par l'idée de la douleur. Les attitudes peuvent sculpter les personnalités et la façon dont les gens voient qui nous sommes. Les personnes ayant des attitudes similaires ont tendance à rester ensemble car les intérêts et les passe-temps sont courants. Cela ne signifie pas que les personnes aux attitudes différentes n'interagissent pas, le fait est qu'elles le font. Cela signifie que des attitudes spécifiques peuvent rassembler les gens (par exemple, les groupes religieux). La façon dont un humain se comporte dépend beaucoup de la façon dont il voit la situation et de ce qu'il espère en tirer.

### Temps et climat
Le temps et le climat ont une influence significative sur le comportement humain. La température moyenne d'un pays affecte ses traditions et les habitudes quotidiennes des gens. Par exemple, l'Espagne était autrefois un pays essentiellement agraire, avec une grande partie de sa main-d'œuvre travaillant dans les champs. Les Espagnols ont développé la tradition de la sieste, une sieste après le déjeuner, pour faire face à la chaleur intense de midi. La sieste persiste malgré l'utilisation accrue de la climatisation et le passage des emplois agricoles aux emplois de bureau. Cependant, il est moins courant aujourd'hui que par le passé. La Norvège est un pays du nord avec des températures moyennes froides et de courtes heures de lumière du jour en hiver. Cela a façonné ses habitudes de déjeuner. Les Norvégiens ont une pause déjeuner fixe d'une demi-heure. Cela leur permet de rentrer chez eux plus tôt, beaucoup quittant le travail à trois heures de l'après-midi. Cela leur permet de profiter au maximum de la lumière du jour restante. Il existe une corrélation entre des températures plus élevées et des niveaux accrus de crimes violents. Il existe un certain nombre de théories expliquant pourquoi. Une théorie est que les gens sont plus enclins à sortir par temps chaud, ce qui augmente le nombre d'opportunités pour les criminels. Un autre est que les températures élevées provoquent une réponse physiologique qui augmente l'irritabilité des gens, et donc leur probabilité de transformer les affrontements perçus en violence. Certaines recherches précisent que les changements météorologiques peuvent affecter le comportement des enfants. Une étude suggère que les mauvais comportements en classe ont atteint un sommet pendant la période de « calme avant la tempête ».